# Gaunes
Gaunes ou Gannes est, dans la légende arthurienne, le nom donné au royaume du roi Bohort l'ancien (père de Bohort l'Essillié et de Lionel). Celui-ci est le frère du roi Ban (père de Lancelot du Lac et d'Hector des Mares), roi du royaume voisin de Benoic.
Les frontières de ces royaumes légendaires sont difficiles à déterminer, mais il est dit qu'ils se situaient aux confins de la Gaule occidentale (la Neustrie du VIe siècle) et de la petite Bretagne d'Armorique, c'est-à-dire sur la marche de Bretagne.
Jean-Charles Payen, tout comme René Bansard et Georges Bertin, localisait Gaunes pour l'essentiel dans l'actuelle Normandie (Passais) et la région du Maine, jusqu'aux pays de la Loire au-delà de la Sarthe,, mais il se fondait sur des textes qui identifient clairement Gaunes à la région d'Angers comme l'a montré Goulven Péron

## Filmographie
Dans la série Kaamelott, Bohort l'ancien est interprété par Philippe Morier-Genoud.